# Procurando Casseta & Planeta
Procurando Casseta & Planeta foi um programa de humor brasileiro exibido de segunda a sexta às 23h15 pelo canal pago Multishow entre 17 de outubro  e 14 de novembro de 2016, com 20 episódios. Foi o primeiro programa do grupo Casseta & Planeta numa emissora fechada. O roteiro fazia uma mistura de ficção com melhores momentos, entrelaçado com abordagens a populares na rua, e tinha como premissa um falso documentário. Foi criada pra homenagear o integrante Bussunda, que faleceu em 2006. Foi a terceira versão televisiva do Casseta & Planeta.

## Lista de episódios
| Nome do episódio               | Exibido originalmente em | Convidado(s)             | Notas |
| ------------------------------ | ------------------------ | ------------------------ | ----- |
| "Cadê os Caras?"               | 17 de outubro de 2016    | Kid Bengala Arlindo Cruz |       |
| "Na Fossa"                     | 18 de outubro de 2016    |                          |       |
| "O Bicho Vai Pegar"            | 19 de outubro de 2016    |                          |       |
| "Tem Cuba Eu?"                 | 20 de outubro de 2016    |                          |       |
| "A Bengala do Kid"             | 21 de outubro de 2016    | Kid Bengala              |       |
| "Aqui Jazz"                    | 24 de outubro de 2016    | Ana Paula Renault        |       |
| "Pagando Uma Etapa"            | 26 de outubro de 2016    |                          |       |
| "Humorista de Rua"             | 27 de outubro de 2016    |                          |       |
| "Na Aba da Coroa"              | 28 de outubro de 2016    |                          |       |
| "Desencontro Marcado"          | 31 de outubro de 2016    |                          |       |
| "Comando de Caça aos Coxinhas" | 1 de novembro de 2016    |                          |       |
| "Dona Casseta"                 | 2 de novembro de 2016    |                          |       |
| "Juntos Outra Vez"             | 3 de novembro de 2016    | Danilo Gentili           |       |
| "Seminovíssimos"               | 4 de novembro de 2016    |                          |       |
| "Com Jesus No Coração"         | 9 de novembro de 2016    |                          |       |
| "Sauna Gay"                    | 10 de novembro de 2016   | Eduardo Sterblitch       |       |
| "Made In Korea"                | 11 de novembro de 2016   |                          |       |
| "Acabou-Se Tudo"               | 14 de novembro de 2016   |                          |       |